# Хоральна прелюдія
Хоральна прелюдія — короткий літургійний музичний твір для органу, побудований на основі якогось хоралу. Зазвичай вони використовувались як вступ до хоралу, який співали прихожани в храмах. Попри те, що хоральні прелюдії переважно були поліфонічними, в них чітко прослуховувалась головна мелодія.
Свій початок бере у творчості німецьких композиторів стилю бароко. Вперше хоральні прелюдії виступили самостійними творами в творчості Дітріха Букстегуде (він написав їх близько 30). Найбільший розквіт припав на творчість Йоганна Себастьяна Баха, який написав 46 хоральних прелюдій та одну незавершену. Вони були упорядковані в «Органну книжечку». Окрім них майстрами хоральних прелюдій були Йоганн Готфрід Вальтер, Фрідріх Вільгельм Цахау, Самуель Шейдт, Йоганн Пахельбель, Георг Бем, Йоганн Кунау, Георг Філіпп Телеман. В епоху Романтизму їх писали Йоганнес Брамс та Макс Регер.